# Rafael López Gutiérrez

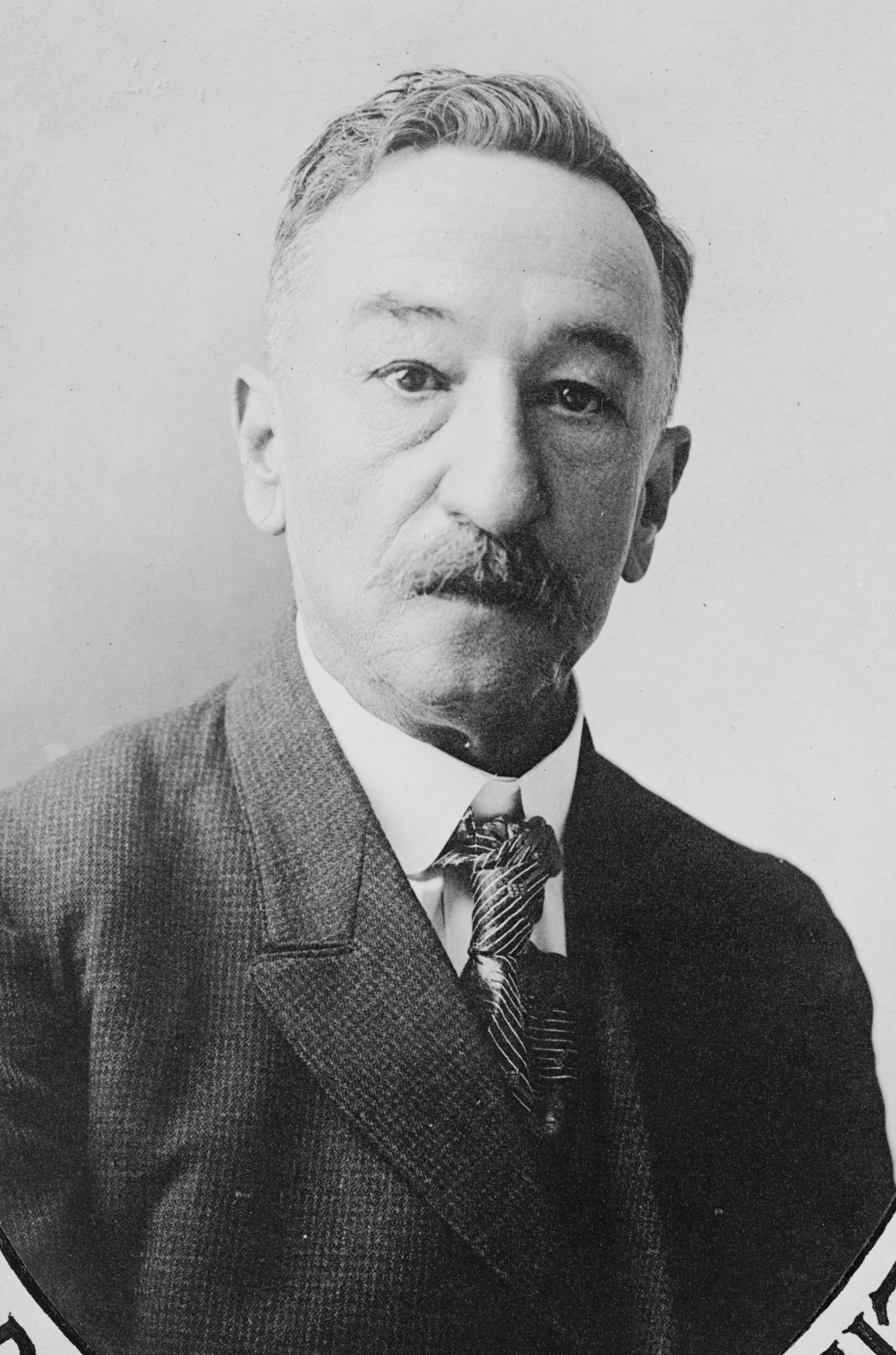
Rafael López Gutiérrez

Rafael López Gutiérrez (1855 - Amapala 10 maart 1924), was een Hondurees militair en politicus.
Rafael López Gutiérrez was een generaal in Hondurese leger en was lid van de Liberale Partij van Honduras (Partido Liberal de Honduras). Hij was militair gouverneur van de hoofdstad Tegucigalpa en leidde in 1919 een militaire opstand tegen president Francisco Bertrand. Op 9 september 1919 trad Bertrand als president af en vluchtte naar de Verenigde Staten van Amerika. Een interim-regering stelde presidentsverkiezingen in het vooruitzicht. Op 1 februari 1920 López Gutiérrez interim-president en in oktober 1920 won hij - waarschijnlijk niet geheel op democratische wijze - de presidentsverkiezingen. Tijdens zijn bewind, dat tot 1924 duurde, had hij te maken met vele opstanden en revoltes. (Er waren bijvoorbeeld in het eerste jaar van López Gutiérrez presidentschap vier revoltes.) Om deze reden werd de noodtoestand meerdere malen afgekondigd en regeerde López Gutiérrez meestal via volmachten. Aanvankelijk werd de president gesteund door de VS, maar toen hij zich steeds onafhankelijker ging opstellen, verloor hij de sympathie van Amerikanen.
Bij de presidentsverkiezingen van 1923 kreeg geen van de kandidaten meer dan 50% van de stemmen. De persoon die de meeste stemmen kreeg was generaal Tiburcio Carías Andino. De spanningen liepen vervolgens hoog op en er braken onrusten uit vanwege de onduidelijke verkiezingsuitslag en omdat het Nationaal Congres (Congreso Nacional) er niet in slaagde om een nieuwe president aan te wijzen. In oktober 1923 trok López Gutiérrez alle macht naar zich toe. Tegenstanders van de president werden opgepakt en geïnterneerd. Kort hierop brak er een opstand uit ("Hondurese Revolutie") geleid door de oppositionele Nationale Partij van Honduras (Partido Nacional de Honduras) en een tegen de president gekante fractie van de PLH. De leiding van de opstand lag in handen van generaal Carías en werd gesteund door de in Honduras gestationeerde Amerikaanse mariniers. In februari 1924 ontvluchtte president López de hoofdstad Tegucigalpa. López, die aan diabetes leed, probeerde naar de VS te vluchten om daar te worden behandeld, maar hij bezweek op 10 maart 1924 in Amapala.

## Verwijzingen
1. ↑  Historical Dictionary of Honduras, door: Harvey K. Meyer, blz. 214 (1976)
2. ↑  'Historical Dictionary of Honduras, door: Harvey K. Meyer, blz. 53 (1976)
3. ↑  Volgens de grondwet moest het Hondurese parlement een nieuwe president opvolger aanwijzen, omdat geen van de kandidaten meer dan 50% van de stemmen had gekregen
4. ↑  Chronology 1924